# جان مکنزی
جان مکنزی (انگلیسی: John Mackenzie؛ ۲۲ مهٔ ۱۹۲۸ – ۸ ژوئن ۲۰۱۱) یک کارگردان اهل بریتانیا بود. وی بین سال‌های ۱۹۶۶ تا ۲۰۰۹ میلادی فعالیت می‌کرد. از فیلم‌های او می‌توان به جمعه خوب طولانی (۱۹۸۰) و اقدامات انتقام (فیلم ۱۹۸۶) اشاره کرد.